# Pantano Grande
Pantano Grande è un comune del Brasile nello Stato del Rio Grande do Sul, parte della mesoregione Centro Oriental Rio-Grandense e della microregione di Cachoeira do Sul.